# Internationales Katholisches Büro für Unterricht und Erziehung
Das Internationale Katholische Büro für Unterricht und Erziehung (englisch: Catholic International Education Office, spanisch: Oficina Internacional de la Educación Católica, französisch: Office International de l’Enseignement Catholique, Internationale Abkürzung: OIEC) ist eine vom Heiligen Stuhl anerkannte Vereinigung von Gläubigen. Das OIEC wurde 1952 gegründet und setzt sich für eine internationale katholische Zusammenarbeit in den Bereichen Unterricht und Erziehung ein.

## Geschichte
Der Leiter des niederländischen Büros für Unterricht und Erziehung  Monsignore Frans op de Coul initiierte im November 1950 in Luzern die Gründung eines „Internationalen Büros“. Es hatten sich Vertreter von sechs katholischen Organisationen versammelt und etablierten ein Sekretariat. 1952 wurde die neue Vereinigung, mit Unterstützung des Utrechter Erzbischofs Kardinal Jan de Jong, auf eine rechtliche Grundlage gestellt und 1956 päpstlich anerkannt. Die jetzige Nichtregierungsorganisation (NGO) ist in der UNESCO registriert, sie hat einen Beraterstatus beim ECOSOC, bei der UNICEF und im Europarat  und arbeitet mit der FAO, OMAEC sowie im Internationalen Katholischen Zentrum Genf (CCIG).

## Selbstverständnis
Das OIEC erfüllt einen Erziehungsauftrag in der Kirche, es fördert katholische Erziehungsprojekte und arbeitet international mit Regierungen zusammen. Ihr Hauptaugenmerk liegt dabei auf dem Schwerpunkt der Gewährung einer christlichen Erziehung und Ausbildung. Es setzt sich weiterhin für die Freiheit des Unterrichts ein und sorgt dafür, dass die katholischen Erziehungsformen angemessen vertreten werden.

## Organisation und Ausweitung
Die Mitgliedschaften unterteilen sich in konstituierende (juristisch anerkannte katholische Bildungseinrichtungen), assoziierte (internationale Organisationen, die in der Erziehung tätig sind) und kooperierende Mitglieder (Ordensgemeinschaften die in der Erziehung tätig sind). Darüber hinaus gibt es Einzelmitgliedschaften und korrespondierende Mitglieder. Als höchstes Gremium des OIEC tagt alle drei Jahre die Generalversammlung, sie wählt das ständige Exekutivorgan mit dem Generalsekretär. Die Aktivitäten werden von fünf Regionalsekretären (Afrika, Asien, Amerika, Europa sowie Vorderer und Mittlerer Osten) vertreten.
Zum OIEC zählen 100 konstituierende, 17 assoziierte, 10 kooperierende und 7 korrespondierende Mitglieder aus weltweit 103 Ländern. Der Hauptsitz ist in Brüssel. Deutschland ist durch den Arbeitskreis Katholischer Schulen (AKS) und dem Sekretariat der Deutschen Bischofskonferenz – Bereich Glaube und Bildung  vertreten. Zu den Publikationen des OIEC gehören die Reihe „De la réflection à l’action“ und ein Informationsbulletin in französischer, englischer und spanischer Sprache.